# 6-я танковая армия (СССР)
6-я танковая армия (6ТА) — оперативное войсковое объединение (танковая армия) танковых войск РККА в составе Вооружённых сил СССР.

## История
6-я танковая армия сформирована 25 января 1944 года на основании приказа Ставки ВГК № 302001, от 20 января 1944 г., на базе 5-го гвардейского танкового и 5-го механизированного корпусов в составе 1-го Украинского фронта.

Приказ Ставки ВГК № 302001 О формировании 6-й танковой армии
20 января 1944 года
Ставка Верховного Главнокомандования приказывает:
- 1. К 30 января 1944 г. сформировать в составе 1-го Украинского фронта 6-ю танковую армию.
- 2. Назначить:
  - а) командующим 6-й танковой армией — генерал-лейтенанта танковых войск Кравченко А. Г., освободив его от должности командира 5-го гвардейского танкового корпуса;
  - б) членом Военного совета 6-й танковой армии — генерал-майора Туманяна (Г. Л.), освободив его от должности члена Военного совета 46-й армии;

  в) начальником политического отдела 6-й танковой армии полковника Зеленкова Михаила Васильевича
-   - г) начальником штаба армии — генерал-майора танковых войск Заева Д. И., освободив его от должности зам. нач. штаба БТ и MB Красной Армии.

- 3. В состав 6-й танковой армии включить: 5-й гвардейский танковый Сталинградско-Киевский корпус; 5-й механизированный корпус; управление армии, сформировав его вновь по штату 010/450.
- 4. Дополнительно в состав 6-й танковой армии включить:
  - а) один гвардейский миномётный полк — распоряжением командующего артиллерией Красной Армии;
  - б) отдельный инженерный батальон — распоряжением начальника инжвойск КА;
  - в) один полк связи — распоряжением начальника Главного управления связи КА;
  - г) один авиаполк связи — распоряжением командующего ВВС КА;
  - д) два автомобильных батальона подвоза — распоряжением начальника тыла КА;
  - е) тыловые части и учреждения по прилагаемому перечню 1 — распоряжением начальника тыла КА и командующего бронетанковыми и механизированными войсками КА.

- 5. Командующему 1-м Украинским фронтом до сформирования управления 6-й танковой армии немедленно создать оперативную группу для руководства боевой деятельностью включаемых в армию корпусов.
- 6. Начальникам Главных управлений НКО к 27 января с. г. доукомплектовать управление 6-й танковой армии личным составом.

Исполнение донести.
Ставка Верховного Главнокомандования И. Сталин А. Антонов, Перечень 1 не опубликован.— ЦАМО. Ф. 148а. Оп. 3763. Д. 166. Л. 17, 18. Подлинник.
Участвовала в Корсунь-Шевченковской наступательной операции (24 января — 17 февраля 1944 года). 22 февраля была передана во 2-й Украинский фронт и в его составе в марте — апреле принимала участие в Уманско-Ботошанской операции (5 марта — 17 апреля). Действия 6-й танковой армии сыграли важную роль в Ясско-Кишиневской стратегической операции (20 — 29 августа 1944 года) и боевых действиях в центральной части Румынии. Введенные в прорыв в полосе 27-й армии в первый день операции соединения и части 6-й танковой армии успешно развивали наступление в направлении на Бухарест. В ходе этого наступления они овладели городами Васлуй, Бырлад, Фокшаны и Рымникул-Сэрат, Бузэу, Плоешти. 31 августа 5-й механизированный корпус во взаимодействии с 18-м танковым корпусом и другими соединениями 53-й армии вступил в столицу Румынии Бухарест.
В начале сентября 1944 г. 6-я танковая армия была повернута на запад и преодолев Трансильванские Альпы, развила наступление в направлении города Клуж.
За мужество и героизм, проявленные личным составом 6-й танковой армии, в боях за Родину, 12 сентября 1944 г. 6ТА была преобразована в 6-ю гвардейскую танковую армию.

## Командование
- Командующий — генерал-лейтенант А. Г. Кравченко (январь — сентябрь 1944 года)
- Член Военного совета армии — генерал-майор танковых войск Г. Л. Туманян (январь — сентябрь 1944 г.)
- Начальник штаба армии — генерал-майор танковых войск Д. И. Заев (январь — сентябрь 1944 г.)

## Состав
По состоянию на 1 февраля 1944 года в состав 6-й танковой армии входили:
- Управление (штаб)
- 5-й гвардейский танковый корпус
- 5-й механизированный корпус (с 12 сентября 1944 года — 9-й гвардейский механизированный корпус)
- 387-й авиационный полк (207-й гвардейский авиационный полк)
- 76-й полк связи (4-й гвардейский полк связи)
- 49-й гвардейский танковый полк
- 364-й самоходно-артиллерийский полк
- 57-й миномётный полк
- один гвардейский миномётный полк
- отдельный инженерный батальон
- два автомобильных батальона подвоза
- тыловые части и учреждения

## Отличившиеся воины
- Богатырев Василий Васильевич — Герой Советского Союза
- Тимушев, Георгий Федорович — Герой Советского Союза